# WWE Intercontinental Championship
WWE Intercontinental Championship (em português: Campeonato Intercontinental da WWE) é um campeonato de luta profissional criado e promovido pela promoção americana WWE, atualmente defendida na divisão de marca Raw. É um dos dois campeonatos secundários para a lista principal da WWE, juntamente com o Campeonato dos Estados Unidos no SmackDown. O atual campeão é Dominik Mysterio, que está em seu primeiro reinado. Ele conquistou o título ao derrotar o campeão anterior Bron Breakker, Penta e Finn Bálor, em quem Mysterio fez o pin, em uma luta fatal 4-way na Noite 2 da WrestleMania 41, em 20 de abril de 2025.
O campeonato foi estabelecido pela então World Wrestling Federation (WWF) em 1 de setembro de 1979, como resultado da unificação do Campeonato Norte-Americano dos Pesos-Pesados da WWF com o Campeonato Sul-Americano de Pesos Pesados, com Pat Patterson como o campeão inaugural. É o terceiro título mais antigo atualmente ativo na WWE, atrás do Campeonato da WWE (1963) e do Campeonato dos Estados Unidos (1975), mas o segundo título mais longo, já que a WWE possui apenas o Campeonato dos EUA desde 2001. Embora geralmente disputado no midcard nos shows da WWE, foi defendido no evento principal de pay-per-views, incluindo WrestleMania VI, SummerSlam em 1992, o terceiro e oitavo shows In Your House, Backlash em 2001 e no Extreme Rules em 2018. Foi chamado de "degrau" para um campeonato mundial da WWE.
Em novembro de 2001, o então Campeonato dos Estados Unidos da WCW foi unificado no Campeonato Intercontinental. Em 2002, após a introdução da primeira divisão da marca, tornou-se exclusiva do Raw e a WWF foi renomeada para WWE. Mais tarde naquele ano, os campeonatos Europeu e Hardcore foram unificados no Campeonato Intercontinental, que por sua vez foi unificado no Campeonato Mundial de Pesos Pesados. No ano seguinte, foi reativado para o Raw, seguido pela reativação do Campeonato dos Estados Unidos como contraparte no SmackDown. O Campeonato Intercontinental mudou de marca ao longo dos anos, geralmente como resultado do WWE Draft; o Superstar Shake-up de 2019 mudou o título para o SmackDown. Em 2023, o título retornou novamente para o Raw após o WWE Draft, que transferiu o atual campeão que estava no SmackDown.

## Etimologia
O termo "Intercontinental" no título originalmente se referia às Américas do Norte e do Sul. Em 1985, o design do cinturão do campeonato mudou, a placa central agora centrada no Oceano Atlântico, em um mapa que inclui a África Ocidental e a Europa. Em 7 de abril de 1989, o campeonato foi defendido pela primeira vez fora da América do Norte, por Rick Rude contra The Ultimate Warrior em Turim, Itália. Em 30 de março de 1991, Mr. Perfect fez a primeira defesa asiática contra o Texas Tornado em uma co-promoção da WWF com o Super World of Sports em Tóquio, Japão. Chegou pela primeira vez à África em 6 de abril de 1997, quando o campeão Rocky Maivia derrotou Savio Vega em Durban, África do Sul. Shelton Benjamin fez a primeira defesa australiana em 7 de abril de 2005, derrotando Gene Snitsky em Brisbane.

## História

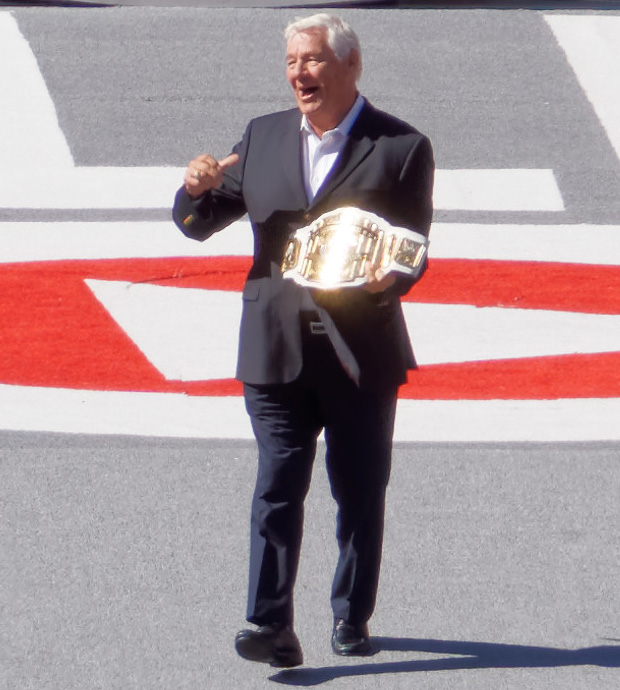
Pat Patterson, primeiro Campeão Intercontinental e Hall da Fama, mostrado aqui carregando o design 2011-2019 do campeonato durante a WrestleMania 31.

O Campeão Norte-Americano dos Pesos Pesados da WWF Pat Patterson tornou-se o campeão inaugural em 1 de setembro de 1979. Foi dito que ele unificou seu título com o Campeonato Sul-Americano de Pesos Pesados, em um torneio no Rio de Janeiro, embora tanto o torneio quanto o Sul-Americano Campeonato eram inteiramente fictícios.
Em 1 de abril de 1990, na WrestleMania VI, o Campeão Intercontinental dos Pesos Pesados The Ultimate Warrior derrotou o Campeão Mundial dos Pesos Pesados da WWF Hulk Hogan para ganhar o título mundial, então o Campeonato Intercontinental dos Pesos Pesados foi desocupado pela primeira vez logo depois. Mr. Perfect então ganhou um torneio para coroar um novo Campeão Intercontinental dos Pesos Pesados.
Em 17 de outubro de 1999, Chyna se tornou a única mulher a conquistar o Campeonato Intercontinental ao derrotar Jeff Jarrett no No Mercy. Após a compra da World Championship Wrestling (WCW) pela World Wrestling Federation (WWF) em março de 2001, o título foi unificado com o Campeonato dos Estados Unidos da WCW no Survivor Series, fazendo com que o Campeonato dos Estados Unidos se tornasse inativo. O então Campeão dos Estados Unidos Edge derrotou o então Campeão Intercontinental Test para unificar os títulos.
Em 2002, depois que a primeira divisão da marca começou e a WWF foi renomeada para WWE, o gerente geral do Raw, Eric Bischoff, começou a unificar os campeonatos individuais de sua marca. Em 22 de julho de 2002, o Campeonato Intercontinental foi unificado com o Campeonato Europeu em uma luta de escadas, na qual o então Campeão Intercontinental Rob Van Dam derrotou o então Campeão Europeu Jeff Hardy. Em 19 de agosto de 2002, Bischoff fez uma luta de seis minutos pelo Campeonato Hadcore, com o vencedor enfrentando Van Dam em uma segunda luta de unificação na semana seguinte no Raw. Tommy Dreamer manteve com sucesso seu título naquela luta e perdeu para Van Dam em uma luta hardcore na semana seguinte. Como resultado das vitórias sobre Hardy e Dreamer, Van Dam é considerado o último campeão europeu e hardcore da história da WWE; estes foram seus primeiro e quarto reinados com os respectivos títulos. Em 30 de setembro de 2002, Bischoff agendou uma luta para unificar o Campeonato Intercontinental com o recém-criado Campeonato Mundial de Pesos Pesados exclusivo do Raw. A luta de unificação aconteceu no No Mercy no mês seguinte e viu o então Campeão Mundial dos Pesos-Pesados Triple H derrotar o então Campeão Intercontinental Kane, fazendo dele o único campeão individual masculino da marca Raw.
Apesar das objeções de Bischoff, o co-general manager do Raw, Stone Cold Steve Austin, reativou o Campeonato Intercontinental no episódio de 5 de maio de 2003 do Raw e declarou qualquer ex-campeão no elenco do Raw elegível para entrar em uma battle royal no Judgment Day pelo título. Christian venceu a batalha real para ganhar o campeonato e restaurar um título secundário de simples para os lutadores do Raw competirem. Eventualmente, a WWE fez a mesma coisa para o SmackDown e criou um conjunto separado de títulos para essa marca; para seu título secundário, o SmackDown reativou o Campeonato dos Estados Unidos que havia sido unificado com o Campeonato Intercontinental em 2001, colocando o nome da WWE nele enquanto reivindicava a linhagem do antigo título da WCW de mesmo nome (assim como fizeram com o Campeonato Cruiserweight quando isso se tornou exclusivo da WWE).

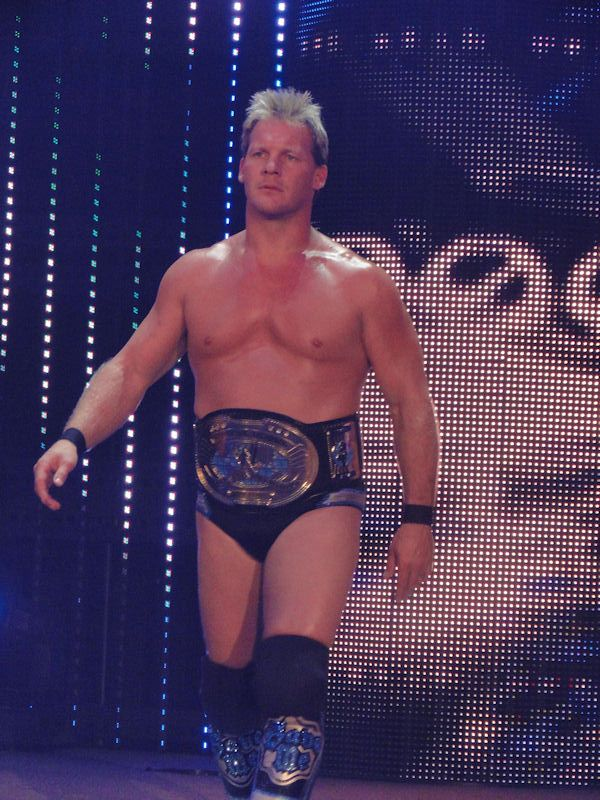
Chris Jericho detém o recorde de mais reinados, com nove.

Em 2 de outubro de 2011, no Hell in a Cell, Cody Rhodes introduziu uma versão modificada do design clássico do cinturão de campeão com a alça branca, com o moderno "logotipo zero" da WWE e outros enfeites. Após o fim da primeira divisão da marca em 29 de agosto de 2011, o título poderia ser defendido tanto no Raw quanto no SmackDown. Em 18 de agosto de 2014, o cinturão do Campeonato Intercontinental, juntamente com todos os outros cinturões de campeonato preexistentes na WWE na época, recebeu uma pequena atualização, substituindo o logotipo de longa data pelo logotipo atual da WWE que foi originalmente usado para a WWE Network. Em 31 de maio de 2015, o campeonato foi disputado pela primeira vez em uma Elimination Chamber.
Em julho de 2016, a WWE reintroduziu a divisão da marca. Durante o draft de 2016, o então Campeão Intercontinental The Miz foi convocado para o SmackDown. Apenas alguns dias depois, ele defendeu com sucesso o título contra o draftado do Raw Darren Young no Battleground, tornando o título exclusivo do SmackDown. Durante o Superstar Shake-up do ano seguinte, o Campeão Intercontinental Dean Ambrose foi transferido para a marca Raw, tornando o título exclusivo do Raw. Dois anos depois, durante o WWE Superstar Shake-up de 2019, o Campeão Intercontinental Finn Bálor mudou-se para o SmackDown, tornando o título exclusivo de volta ao SmackDown. Mais tarde naquele ano, a marca NXT, anteriormente território de desenvolvimento da WWE, tornou-se a terceira maior marca da WWE quando foi transferida para a USA Network em setembro, tornando o Campeonato Norte-Americano do NXT um terceiro título secundário para a WWE.
Em 22 de novembro de 2019, episódio do SmackDown, Sami Zayn apresentou um novo design de cinto para o campeão Shinsuke Nakamura. O Campeonato Intercontinental redesenhado voltou a ter uma pulseira preta com uma placa central totalmente nova com formato irregular. A parte central da placa central apresenta uma forma oval. A metade superior do oval diz "Intercontinental" e a metade inferior diz "Champion"; a palavra "Heavyweight" fica em um banner no lado interno do oval acima da palavra "Campeão". No centro do oval há uma forma de diamante, representando um ringue de luta livre visto de cima, com o logotipo da WWE sobre um globo. Nas laterais do centro, a placa é duas metades do globo. O lado esquerdo apresenta os continentes da América do Norte e do Sul, bem como a África e a Europa, enquanto o globo à esquerda mostra a Ásia e a Austrália; ambos os globos mostram uma porção da Antártida. O resto da placa central é preenchido com ornamentação. Como a maioria dos outros campeonatos da WWE, o cinto possui duas placas laterais com uma seção central removível que pode ser personalizada com os logotipos do campeão; as placas laterais padrão consistem no logotipo da WWE sobre um globo. No episódio do Raw em 30 de setembro de 2024, após Jey Uso conquistar o campeonato de Bron Breakker na semana anterior, o campeonato recebeu pequenas mudanças, adicionando azul nos globos do centro da placa.

### Histórico de designação de marca
Após a divisão da marca em 25 de março de 2002, todos os títulos da WWE tornaram-se exclusivos da marca Raw ou da marca SmackDown. A divisão da marca foi descontinuada em 29 de agosto de 2011 e revivida em 19 de julho de 2016. A seguir está uma lista de datas indicando as transições do Campeonato Intercontinental entre as marcas Raw e SmackDown.
| Data de transição     | Marca      | Notas |
| --------------------- | ---------- | --- |
| 25 de março de 2002   | Raw        | Campeão Intercontinental da WWF Rob Van Dam foi draftado para o Raw durante o WWF Draft de 2002. Em maio de 2002, a WWF foi renomeada para WWE. O Campeonato Europeu foi unificado no Campeonato Intercontinental em 22 de julho. |
| 30 de julho de 2002   | SmackDown! | O Campeão Intercontinental Chris Benoit foi transferido para o SmackDown!. |
| 25 de agosto de 2002  | Raw        | O Campeonato Intercontinental foi devolvido ao Raw depois que Rob Van Dam derrotou Chris Benoit para reconquistar o título. O Campeonato Hardcore foi unificado no Campeonato Intercontinental em 26 de agosto.                   |
| 20 de outubro de 2002 | N/A        | No No Mercy, Triple H derrotou Kane para unificar o Campeonato Intercontinental no Campeonato Mundial dos Pesos Pesados. O Campeonato Intercontinental foi posteriormente desativado.                                             |
| 5 de maio de 2003     | Raw        | O co-general manager do Raw Stone Cold Steve Austin reativou o Campeonato Intercontinental. O Campeonato dos Estados Unidos foi reativado para o SmackDown! em julho de 2003 como contraparte do Campeonato Intercontinental.     |
| 13 de abril de 2009   | SmackDown  | O Campeão Intercontinental Rey Mysterio foi convocado para o SmackDown durante o WWE Draft de 2009. |
| 29 de agosto de 2011  | N/A        | Fim da primeira divisão da marca. O Campeão Intercontinental pode aparecer tanto no Raw quanto no SmackDown. |
| 19 de julho de 2016   | SmackDown  | Reintrodução da divisão da marca. O Campeão Intercontinental The Miz foi convocado para o SmackDown durante o WWE Draft de 2016.                                                                                                  |
| 10 de abril de 2017   | Raw        | O Campeão Intercontinental Dean Ambrose foi transferido para o Raw durante o WWE Superstar Shake-up de 2017. |
| 16 de abril de 2019   | SmackDown  | O Campeão Intercontinental Finn Bálor foi transferido para o SmackDown durante o WWE Superstar Shake-up de 2019. |
| 28 de Abril de 2023   | Raw        | O Campeão Intercontinental Gunther foi transferido para o Raw durante o WWE Draft de 2023. |

## Reinados

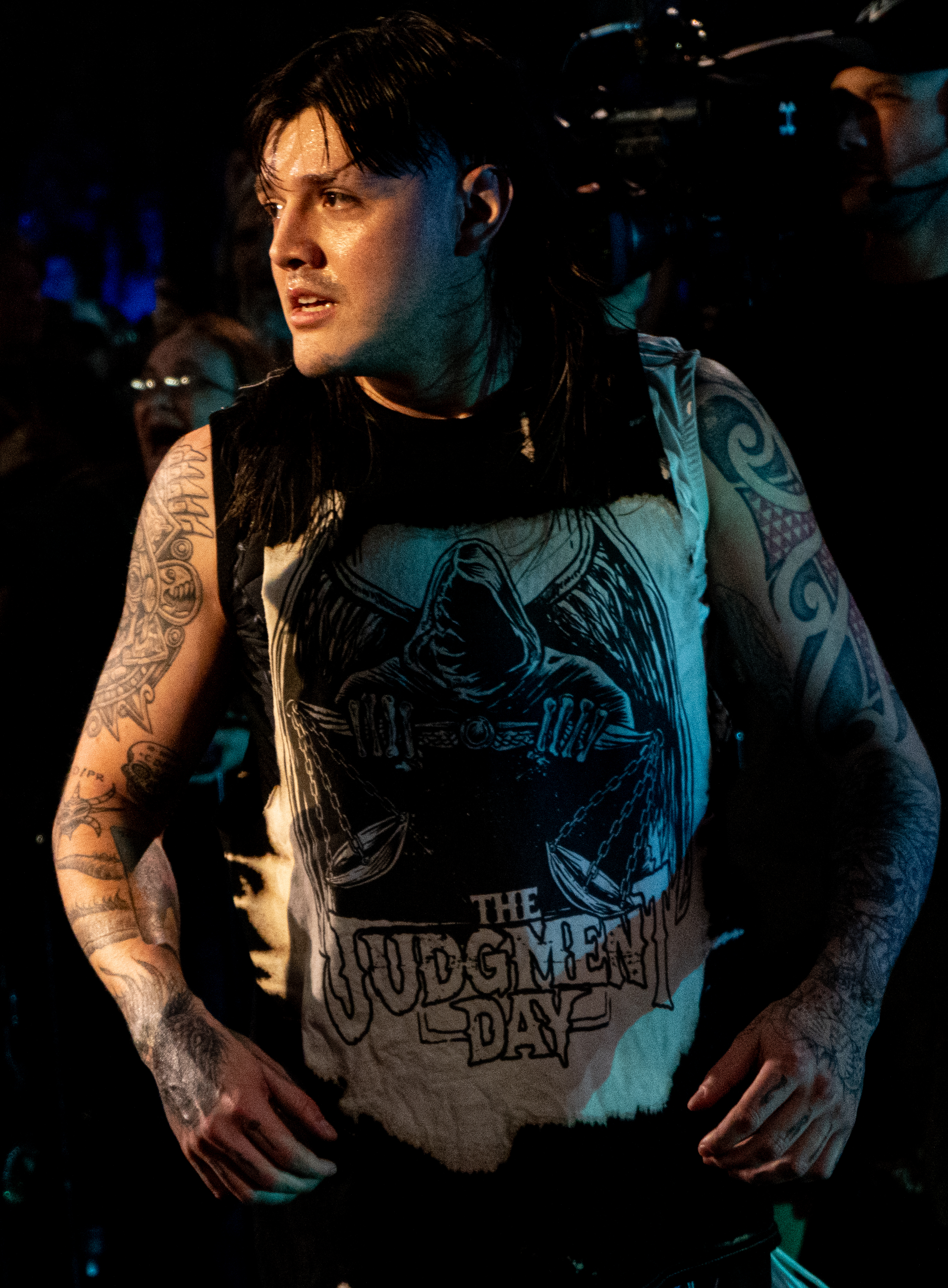
Atual campeão, Dominik Mysterio

O campeão inaugural foi Pat Patterson que, como Campeão Norte-Americano dos Pesos Pesados da WWF em setembro de 1979, também foi declarado "Campeão Sul-Americano Peso Pesado" depois de supostamente vencer um torneio no Rio de Janeiro. Patterson unificou os dois campeonatos no Campeonato Intercontinental. Desde então, houve 188 reinados entre 92 campeões diferentes. Chris Jericho tem mais reinados com nove. Gunther possui o reinado mais longo, tendo 666 dias com o cinturão. Dean Douglas teve o reinado mais curto em apenas 13 minutos e 52 segundos. Chyna é a única mulher na história da WWE a ganhar o título. O campeão mais jovem foi Jeff Hardy, que ganhou o campeonato aos 23 anos, enquanto o campeão mais velho foi Ric Flair, que ganhou o campeonato no Unforgiven em 2005 aos 56 anos. Houve 10 ocasiões em que o título ficou vago ao longo de sua história.
Dominik Mysterio é o atual campeão em seu primeiro reinado. Ele conquistou o título ao derrotar o então campeão Bron Breakker, Penta e Finn Bálor em uma luta fatal four-way na Noite 2 da WrestleMania 41, em 20 de abril de 2025, na cidade de Paradise, Nevada.

## Recepção
Os primeiros anos do Campeonato Intercontinental foram elogiados. Samuel Kendall, da Comic Book Resources, elogiou o título durante esta época, afirmando: "Era uma conclusão precipitada que o Campeão Intercontinental era o cavalo de batalha da empresa e o próximo na fila para o Campeonato Mundial de Pesos Pesados." Steve Cook, da 411Mania, escreveu que "quase qualquer pessoa importante na WWE conquistou o título em algum momento". cinturão que representou o campeonato durante seu reinado por causa de sua importância histórica.
Na década de 2010, a WWE foi criticada por sua reserva dos Campeões Intercontinentais. Chris Jericho disse que o promotor da WWE Vince McMahon disse a ele que "ninguém se importa com o Campeonato Intercontinental" depois que ele pediu para ser colocado em uma luta pelo título na WrestleMania 29 em 2013. Também em 2013, Darren Gutteridge, da Pro Wrestling Dot Net, escreveu que "o título provou ser um albatroz na última década, com quase todos os detentores de títulos condenados a pisar na água, geralmente apenas derrotando as pessoas decisivamente quando o título está em jogo". A metáfora do albatroz também foi usada para descrever o título em 2014 por James Caldwell do Pro Wrestling Torch, enquanto Dave Meltzer do Wrestling Observer disse naquele ano que "o título [Intercontinental] não está reservado para significar muito." Vários comentaristas em 2014 e 2015, incluindo The Baltimore Sun, Rolling Stone, PWInsider e Pro Wrestling Dot Net, apontaram que o Campeão Intercontinental muitas vezes perde partidas sem título, enquanto Mike Tedesco da Wrestleview questionou como os Campeões Intercontinental perdem muito pode trazer prestígio ao título.

O campeonato continuou a receber críticas na década de 2020. Kendall criticou os reinados recentes como esquecíveis e escreveu que o título "se transformou em um acessório para ser carregado, em vez de um título que deveria conferir prestígio". Cook escreveu que tinha sido "tratado como uma reflexão tardia" nas duas décadas anteriores. O campeonato só foi defendido em dois pay-per-views em 2021 e não foi defendido em nenhum no primeiro trimestre de 2022, incluindo WrestleMania 38; sua ausência no evento de estreia foi amplamente criticada pelos fãs.